# Гонсалес, Хоакин Виктор
Хоакин Виктор Гонсалес (исп. Joaquín Víctor González; 6 марта 1863, Чилесито, провинция Ла-Риоха, Аргентина — 23 декабря 1923, Буэнос-Айрес, Аргентина) — аргентинский юрист, историк, педагог и государственный деятель, министр иностранных дел Аргентины (1902 и 1903).

## Биография
Окончил юридический факультет Национального университета Кордовы.
В 1887 г. как один из самых известных юристов Аргентины был назначен членом Комиссии по пересмотру конституции и на него была возложена задача разработки конституции для провинции Ла-Риоха. В том же год он опубликовал свою первую историографическую работу «Революция за независимость Аргентины» и был назначен профессором кафедры права.
В 1889—1901 гг. — губернатор провинции Ла-Риоха. Уйдя в отставку, посвятил себя литературной и журналистский деятельности. В своей работе «Национальные традиции» попытался связать воедино географические особенности страны, её фольклор, социологию и историю. 
В 1894 г. он возглавляет кафедру права, а в 1896 г. входит в Национальный совет по вопросам образования, также является старшим научным сотрудником на факультете искусств в Университете Буэнос-Айреса.
В 1898—1901 гг. избирался депутатом Палаты депутатов Национального конгресса Аргентины.
В 1901 г. он был назначен президентом Хулио Рокой министром внутренних дел Аргентины. Одновременно он становится исполняющим обязанности министра юстиции, народного образования и иностранных дел. Провёл реформу избирательного права, которая предусматривала проведение выборов по мажоритарной системе. При этом он продолжил свою преподавательскую деятельность на юридическом факультете Университета Буэнос-Айреса. Придерживался крайне консервативных взглядов, и когда его однажды спросили, что он думает о всеобщем избирательном праве, он ответил: «Это торжество всеобщего невежества!».
В 1903 году непродолжительное время занимал пост министра иностранных дел, а с 1904 по 1906 гг. занимал пост министра юстиции и публичных институтов Аргентины. На этом посту он инициировал создание педагогического семинария, позже получившего название «Национальный педагогического института Буэнос-Айреса», который имел большой штат преподавателей-иностранцев, в основном из Германии, и который теперь носит его имя. В следующем[каком?] году создал современный университет Ла-Платы. В 1906 году он был назначен на пост президента этого университета, который занимал до 1918 года включительно.
Вернувшись в Буэнос-Айрес, вновь приступил к преподавательской деятельности в областях американского конституционного права, общественных институтов и истории дипломатии Аргентины. В 1916 г. был избран сенатором от провинции Ла-Риоха, эту должность он занимал до своей смерти в декабре 1923 года.
С 1906 г. также являлся членом Испанской королевской филологической академии, а с 1921 г. — членом постоянного международного арбитражного суда в Гааге.
Входил в состав масонской ложи.